# Баур, Михаэль
Михаэль Баур (нем. Michael Baur; род. 16 апреля 1969[…], Инсбрук) — австрийский футболист, полузащитник. Ныне — тренер.

## Клубная карьера
Профессиональную карьеру Баур начал в клубе «Сваровски-Тироль» (Инсбрук), в основной команде которой он дебютировал в 1989 году. В 1993 году клуб «Сваровски-Тироль» был расформирован, а его лицензия на выступление в высшей австрийской лиге, а также контракты с футболистами, была передана сперва клубу «Ваккер» (Инсбрук), а ещё через год — новому клубу из Инсбрука под названием «Тироль». В составе инсбрукских команд Баур провёл 12 сезонов, выиграл 4 чемпионата и 1 кубок Австрии.
В 1997 году Баур сыграл 2 матча за японский клуб «Урава Ред Даймондс», после чего возвратился в «Тироль».
В 2002 Баур перешёл в немецкий «Гамбург», за который провёл один сезон. В 2003 году, в 34 года, возвратился в Австрию, подписав контракт с «Суперфундом» из Пашинга. В 2007 году перешёл в ЛАСК, в котором и завершил карьеру через два года.

## Карьера в сборной
За национальную сборную Михаэль дебютировал в 1990 году в товарищеском матче со сборной Голландии, выйдя на замену. Баур был включен в заявку сборной Австрии на чемпионат мира 1990 в Италии, однако на турнире не провел ни одной игры. Последнюю встречу за сборную Михаэль сыграл в 2002 году в Отборочном турнире к Евро 2002 также против голландцев. Всего он провёл 40 матчей и забил 5 голов.

## Достижения
«Сваровски-Тироль»
- Чемпион Австрии (1): 1989/90

 «Ваккер»
- Обладатель Кубка Австрии (1): 1992/93

 «Тироль»
- Чемпион Австрии (3): 1999/00, 2000/01, 2001/02

## Статистика выступлений
|          |                    |                        | Лига | Лига |
| Сезон    | Клуб               | Лига                   | Игры | Голы |
| Австрия  | Австрия            | Австрия                | Лига | Лига |
| -------- | ------------------ | ---------------------- | ---- | ---- |
| 1989/90  | Сваровски-Тироль   | Австрийская Бундеслига | 22   | 2    |
| 1990/91  | Сваровски-Тироль   | Австрийская Бундеслига | 36   | 1    |
| 1991/92  | Сваровски-Тироль   | Австрийская Бундеслига | 33   | 3    |
| 1992/93  | Ваккер             | Австрийская Бундеслига | 33   | 3    |
| 1993/94  | Тироль             | Австрийская Бундеслига | 34   | 6    |
| 1994/95  | Тироль             | Австрийская Бундеслига | 30   | 1    |
| 1995/96  | Тироль             | Австрийская Бундеслига | 33   | 1    |
| 1996/97  | Тироль             | Австрийская Бундеслига | 12   | 1    |
| Япония   | Япония             | Япония                 | Лига | Лига |
| 1997     | Урава Ред Даймондс | J. League              | 2    | 0    |
| Австрия  | Австрия            | Австрия                | Лига | Лига |
| 1997/98  | Тироль             | Австрийская Бундеслига | 28   | 3    |
| 1998/99  | Тироль             | Австрийская Бундеслига | 27   | 4    |
| 1999/00  | Тироль             | Австрийская Бундеслига | 19   | 4    |
| 2000/01  | Тироль             | Австрийская Бундеслига | 34   | 6    |
| 2001/02  | Тироль             | Австрийская Бундеслига | 31   | 6    |
| Германия | Германия           | Германия               | Лига | Лига |
| 2002/03  | Гамбург            | Бундеслига             | 10   | 0    |
| Австрия  | Австрия            | Австрия                | Лига | Лига |
| 2003/04  | Пашинг             | Австрийская Бундеслига | 31   | 4    |
| 2004/05  | Пашинг             | Австрийская Бундеслига | 29   | 1    |
| 2005/06  | Пашинг             | Австрийская Бундеслига | 34   | 3    |
| 2006/07  | Пашинг             | Австрийская Бундеслига | 34   | 3    |
| 2007/08  | ЛАСК               | Австрийская Бундеслига | 35   | 2    |
| 2008/09  | ЛАСК               | Австрийская Бундеслига | 31   | 3    |
| Страна   | Австрия            | Австрия                | 566  | 57   |
| Страна   | Япония             | Япония                 | 2    | 0    |
| Страна   | Германия           | Германия               | 10   | 0    |
| Итого    | Итого              | Итого                  | 578  | 57   |